# Trichosilia austrina
Trichosilia austrina är en fjärilsart som beskrevs av Lafontaine 1986. Trichosilia austrina ingår i släktet Trichosilia och familjen nattflyn. Inga underarter finns listade i Catalogue of Life.